# Perris (Stadt)
Perris ist eine Stadt im Riverside County im US-Bundesstaat Kalifornien. Das U.S. Census Bureau hat bei der Volkszählung 2020 eine Einwohnerzahl von 78.700 ermittelt. Das Stadtgebiet erstreckt sich auf einer Fläche von 81,594 km². Sie grenzt im Nordosten an den Lake Perris.
Die Stadt liegt im Süden Kaliforniens zwischen den Städten San Diego und Los Angeles. Gute Verkehrsanbindung hat Perris an die Interstate 215 und den Highway 74. In direkter Nachbarschaft befindet sich die March Air Reserve Base mit dem Umschlagszentrum des Militärs für den Westen der USA.

## Geografie
Perris liegt im Westen des Riverside Countys im US-Bundesstaat Kalifornien. Nördlich der Stadt befinden sich Moreno Valley und der Lake Perris, westlich und östlich liegt gemeindefreies Gebiet und im Süden schließen sich Menifee sowie der Census-designated place Romoland an.
Perris’ Einwohnerzahl beträgt 68.386 (Stand: 2010), das Stadtgebiet erstreckt sich auf einer Fläche von 81,594 km², wovon 81,308 km² Land- und 0,286 km² Wasserfläche sind.

### Infrastruktur

#### Straßenverkehr
Perris liegt an der Interstate 215, die eine Nebenstrecke der Interstate 15 im Inland Empire darstellt. Daneben führt die California State Route 74 durch Perris.

#### Eisenbahn
Die Strecke der ehemaligen California Southern Railroad ist noch heute intakt und einer ihrer Bahnhöfe befindet sich in Perris. Am 6. Juni 2016 wurden die Haltepunkte Perris Downtown und Perris South im Netz des Metrolinks eröffnet. Die Metrolinklinie 91 verbindet seit diesem Zeitpunkt Perris über Riverside mit der Los Angeles Union Station.
An der Bahnstrecke befindet sich in Perris das Orange Empire Railway Museum mit einer umfangreichen Sammlung von Bahnfahrzeugen zur Eisenbahngeschichte Südkaliforniens.

#### Luftfahrt
Unweit der Stadt befindet sich der private Perris Valley Airport mit einer 1600 m langen Landebahn. Daneben ist Perris ein beliebter Ort für Fallschirmspringer.
Am 22. April 1992 verunglückte eine de Havilland Canada DHC-6 während des Abflugs vom Perris Valley Airport in weniger als 16 m Höhe. Das National Transportation Safety Board stellte als Unfallursache verunreinigten Kraftstoff fest. Dieser war durch unsachgemäße Behandlung kontaminiert worden. Daneben soll der Pilot nach dem Treibstoffverlust nicht angemessen reagiert haben. 14 Fallschirmspringer und die zwei Piloten an Bord kamen beim Absturz ums Leben.

### Klima
Das Klima in Perris ist mediterran mit warmen bis heißen Sommern und kalten Wintern. Im Sommer liegen die Höchsttemperaturen bei bis zu 40  °C, im Winter können die Temperaturen selten bis unter den Gefrierpunkt gehen.

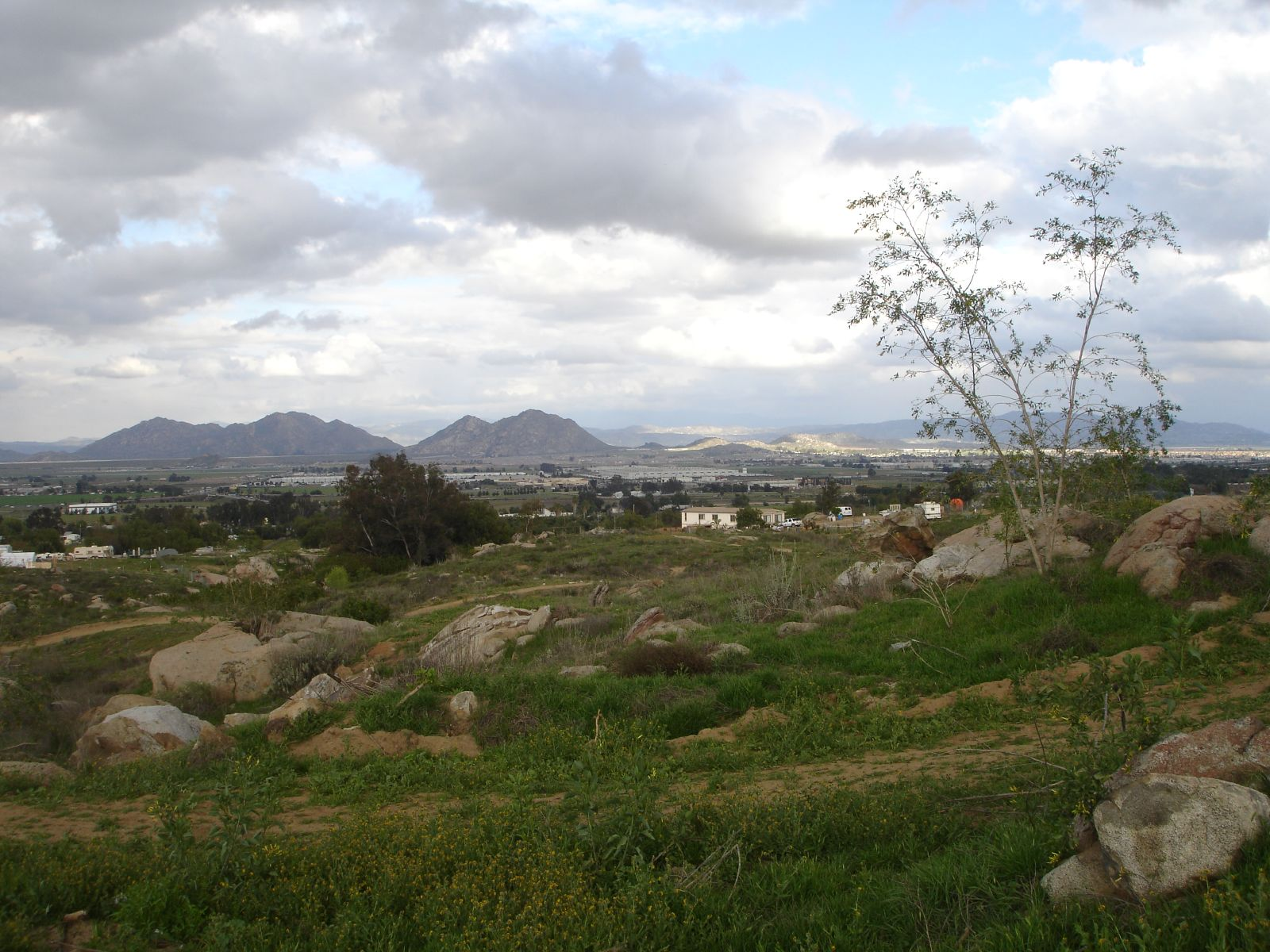
Blick auf Perris

Perris ist für seine Tornadoanfälligkeit bekannt, die letzten traten 2012 auf, jedoch allesamt nur in Stufe F0.
|                        | Jan  | Feb  | Mär  | Apr  | Mai  | Jun  | Jul  | Aug  | Sep  | Okt  | Nov  | Dez  |   |       |
| Mittl. Temperatur (°C) | 12,1 | 11,3 | 13,8 | 15,6 | 18,8 | 21,4 | 25,2 | 26,0 | 24,3 | 19,3 | 15,3 | 10,9 | ⌀ | 17,9  |
| Mittl. Tagesmax. (°C)  | 19,0 | 18,2 | 21,7 | 23,8 | 27,3 | 30,7 | 34,7 | 35,5 | 33,8 | 27,6 | 23,3 | 17,3 | ⌀ | 26,1  |
| Mittl. Tagesmin. (°C)  | 5,4  | 4,9  | 6,6  | 8,7  | 11,6 | 13,8 | 17,3 | 18,1 | 16,4 | 12,0 | 8,0  | 5,0  | ⌀ | 10,7  |
|                        |      |      |      |      |      |      |      |      |      |      |      |      |   |       |
| Niederschlag (mm)      | 42,1 | 40,4 | 13,2 | 10,6 | 6,8  | 0,2  | 1,6  | 2,8  | 1,8  | 6,1  | 22,1 | 66,5 | Σ | 214,2 |

| 5,4 |

| 4,9 |

| 6,6 |

| 8,7 |

| 11,6 |

| 13,8 |

| 17,3 |

| 18,1 |

| 16,4 |

| 12,0 |

| 8,0 |

| 5,0 |

| 5,4 |

| 4,9 |

| 6,6 |

| 8,7 |

| 11,6 |

| 13,8 |

| 17,3 |

| 18,1 |

| 16,4 |

| 12,0 |

| 8,0 |

| 5,0 |

## Demographie
Nach dem Stand der Volkszählung 2010 lebten 68.386 Menschen in Perris. Damit hatte sich die städtische Bevölkerung binnen einer Dekade nahezu verdoppelt. Im Jahr 2000 waren etwas mehr als 36.000 Personen in der Stadt registriert (Stand Zensus 2000). Die große Mehrheit der Bewohner besteht aus Latinos, nämlich 71 Prozent. Damit liegt der Anteil der Latinos weit über dem mittleren Wert von Kalifornien und den USA insgesamt. Im südlichen Kalifornien sind jedoch Städte und Dörfer mit hispanischer Mehrheit keine Seltenheit. Die Anzahl der Weißen mit europäischem Hintergrund beträgt lediglich 11 Prozent. Damit ist der Anteil von Afroamerikanern mit über 12 Prozent leicht höher. Dieser Wert liegt zwar leicht über den kalifornischen Durchschnitt, insgesamt jedoch im Mittelwert in den Vereinigten Staaten. Andere ethnische Gruppen wie Asiaten sind Minderheiten.
Die Anzahl der Haushalte betrug nach der 2010 erhobenen Volkszählung 16.365. Die Geschlechter sind nahezu gleich verteilt, auf 100 Frauen kamen 98,3 Männer. Das Medianalter der Bewohner von Perris beträgt 25,9 Jahre.

## Geschichte
Das Perris Valley bestand ursprünglich aus Weideland und wurde erst ab den 1880er Jahren stark besiedelt, einer Zeit großen wirtschaftlichen Wachstums in Südkalifornien. Der Anschluss an die California Southern Railroad führte zur Entstehung einer Siedlung um den neuen Bahnhof herum. Der Bau der Eisenbahnstrecke erfolgte 1882; hiermit konnten die heutigen Städte Barstow und San Diego verbunden werden. Aufgrund eines Streits über Grundbesitzrechte mussten 1885 jedoch die meisten Bewohner ihre Häuser wieder verlassen und sich 3 km weiter nördlich an der Eisenbahnstrecke niederlassen. Hier gründeten sie die Stadt Perris, benannt nach Fred T. Perris, dem Chefingenieur der California Southern Railroad. 1911 wurde Perris offiziell zur City ernannt. Ursprünglich war die Stadt Teil des San Diego Countys, mit der Gründung des Riverside Countys 1892 wurde sie jedoch diesem zugeordnet.
Die südkalifornische Schnellrestaurantkette Farmer Boys entstand 1981 in Perris.
Am 20. März 2007 wurde in der Nachrichtensendung Nightline bei ABC im Rahmen des Reality Checks über Perris selbst und die vielen zwangsversteigerten Eigentumswohnungen im Riverside County berichtet, Perris wurde diesbezüglich als „Epizentrum“ bezeichnet.
Im Januar 2018 geriet die Perris weltweit in die Medien, weil das Ehepaar David und Louise Turpin ihre zwölf Kinder im Alter von zwei bis 29 Jahren 13 Jahre gefangen hielt. Die Kinder wurden von der Polizei verschmutzt, verstört, verängstigt und unterernährt befreit, nach dem eine 17-Jährige fliehen konnte. Die Kinder kauerten in einem Zimmer am Boden, einige mit Ketten und Vorhängeschloss an ihr Bett gefesselt.

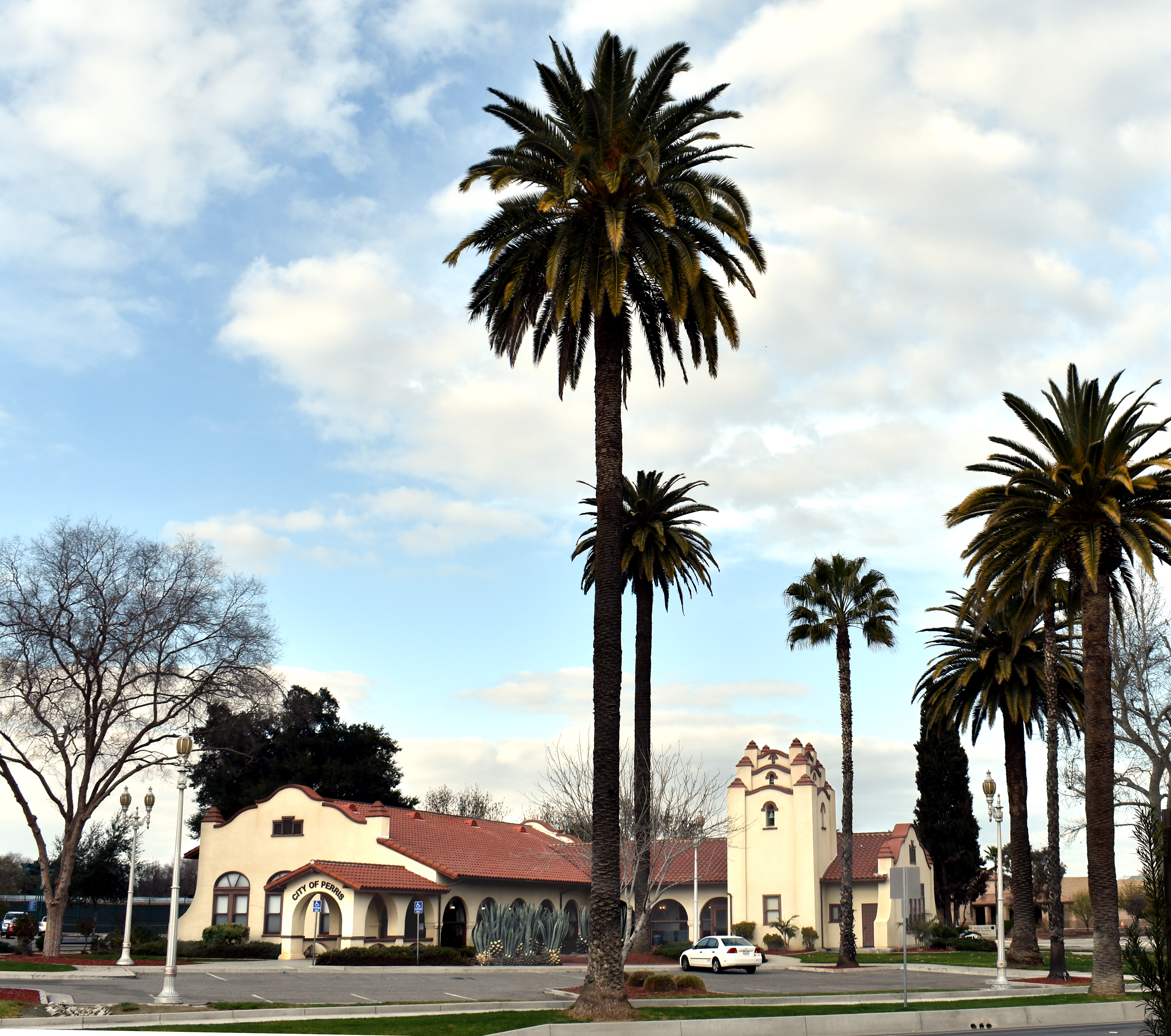
Bürgerzentrum Perris
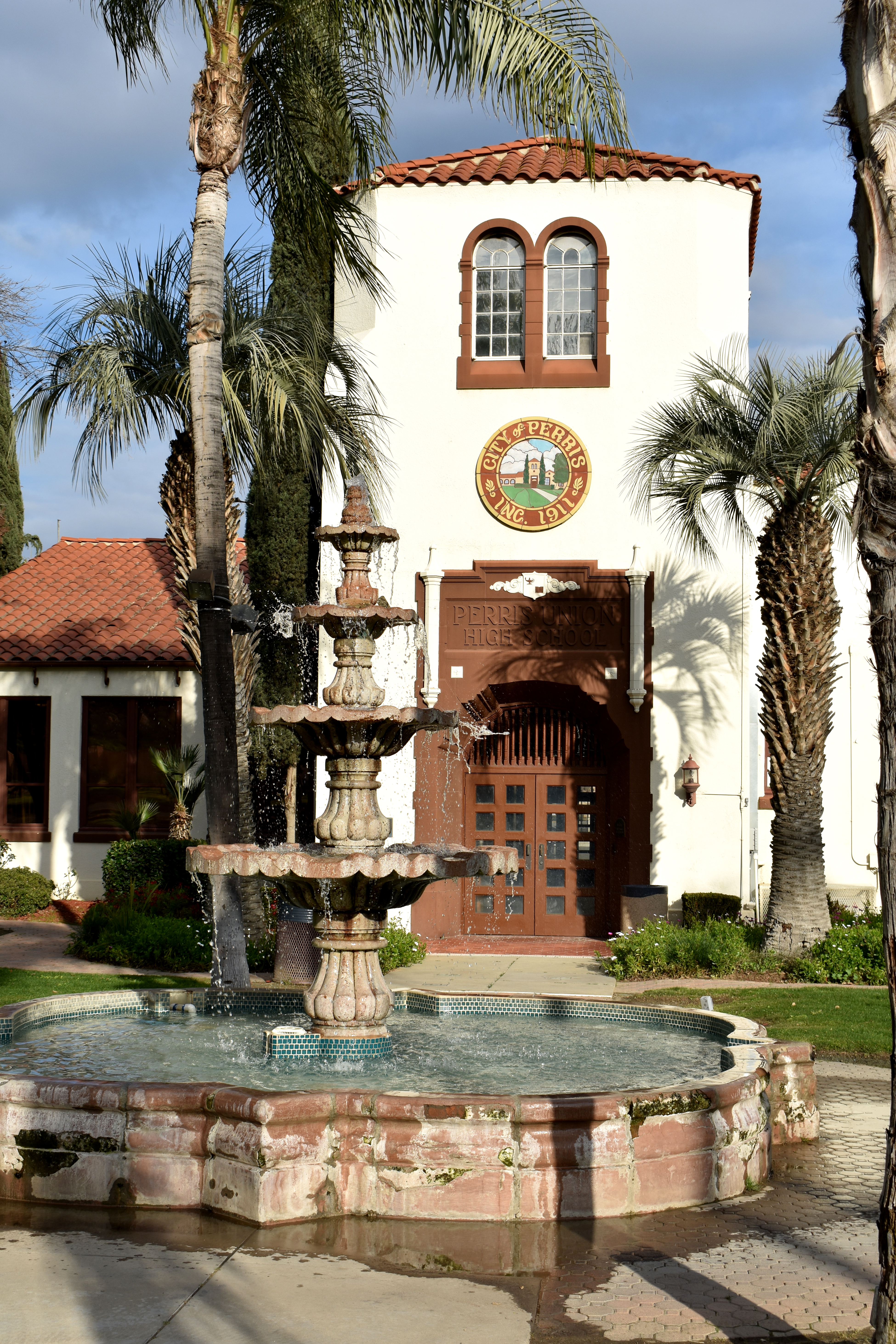
Rathaus Perris
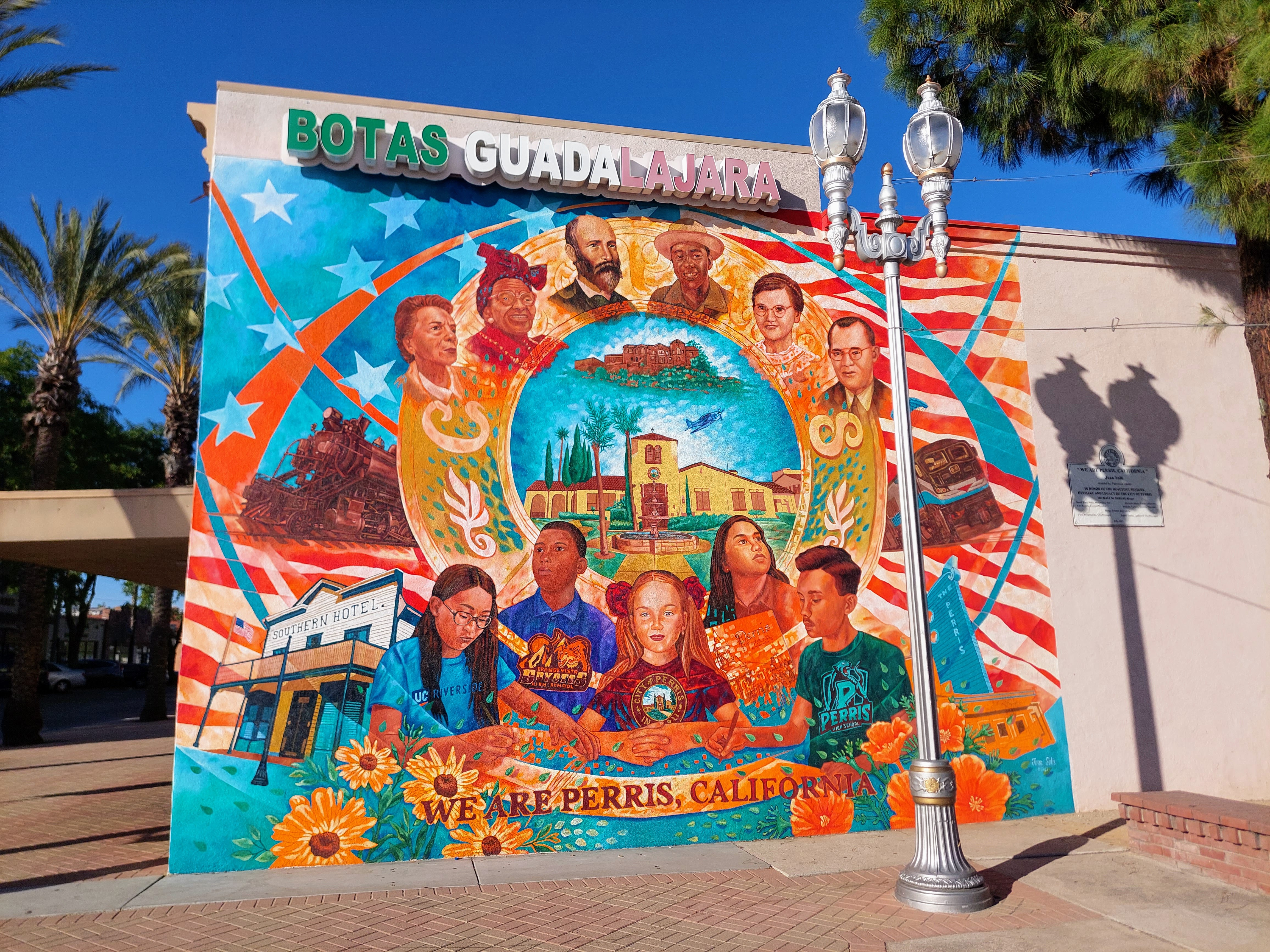
Wandbild in Perris
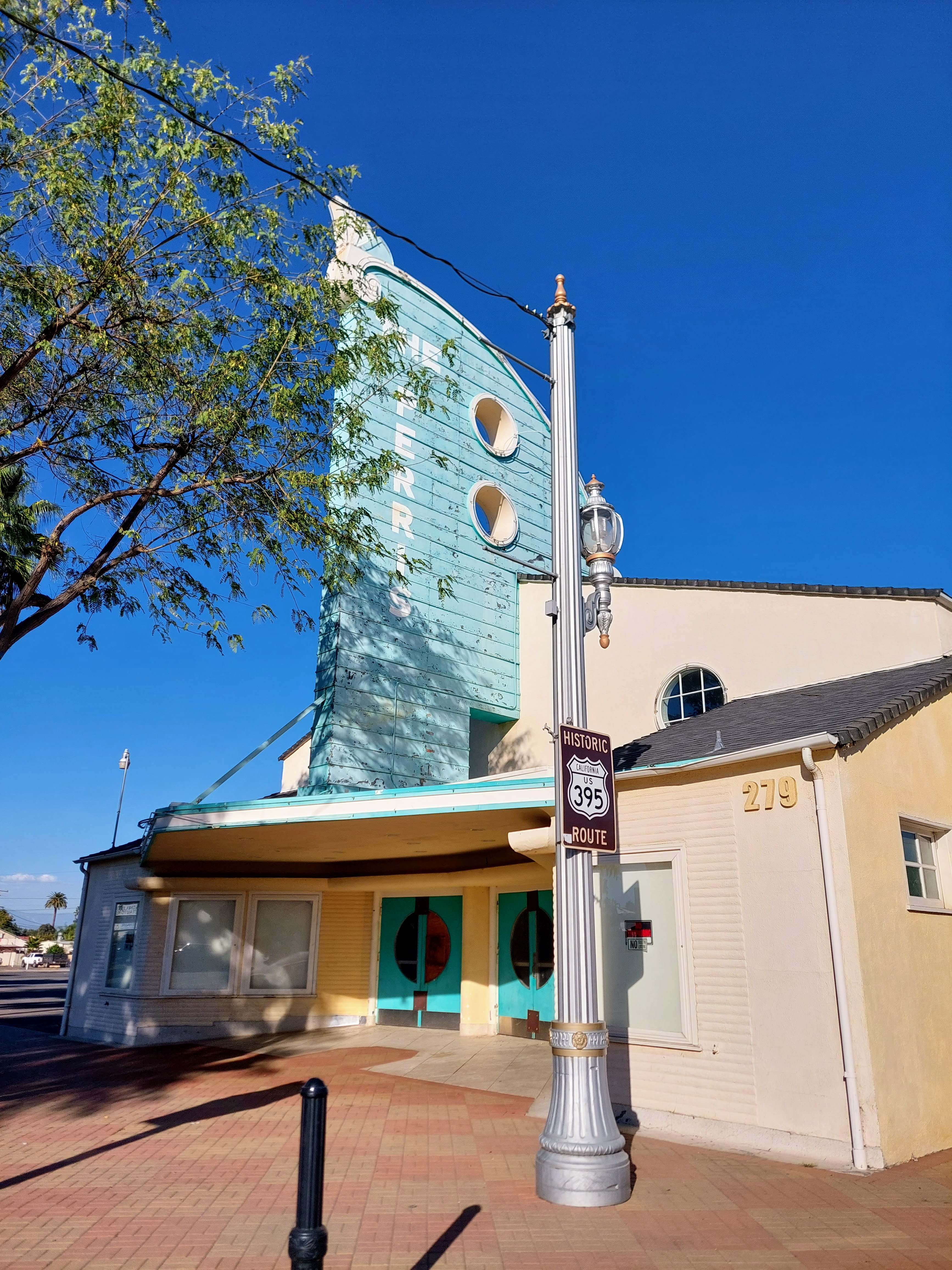
Perris Theater
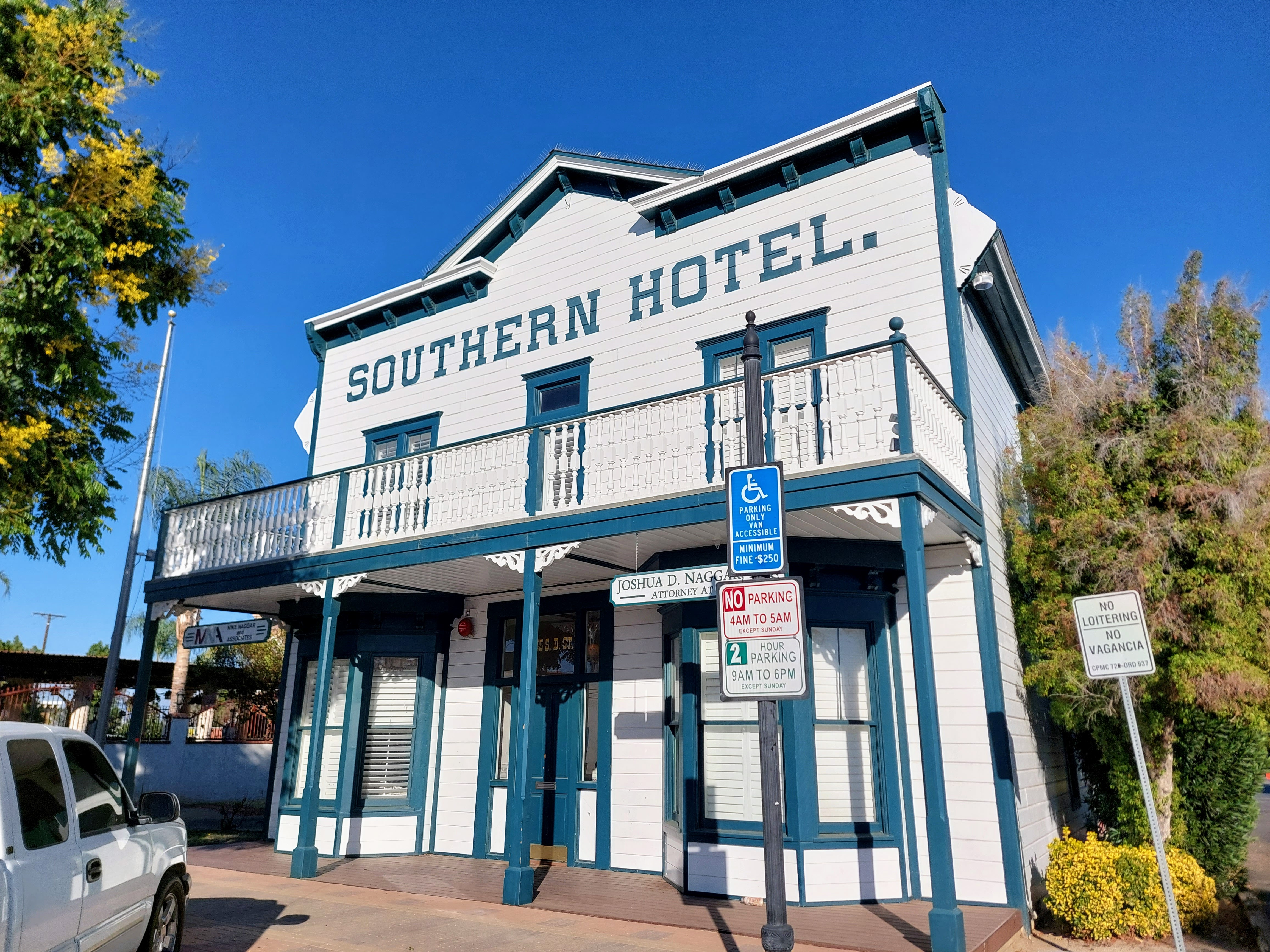
Southern Hotel
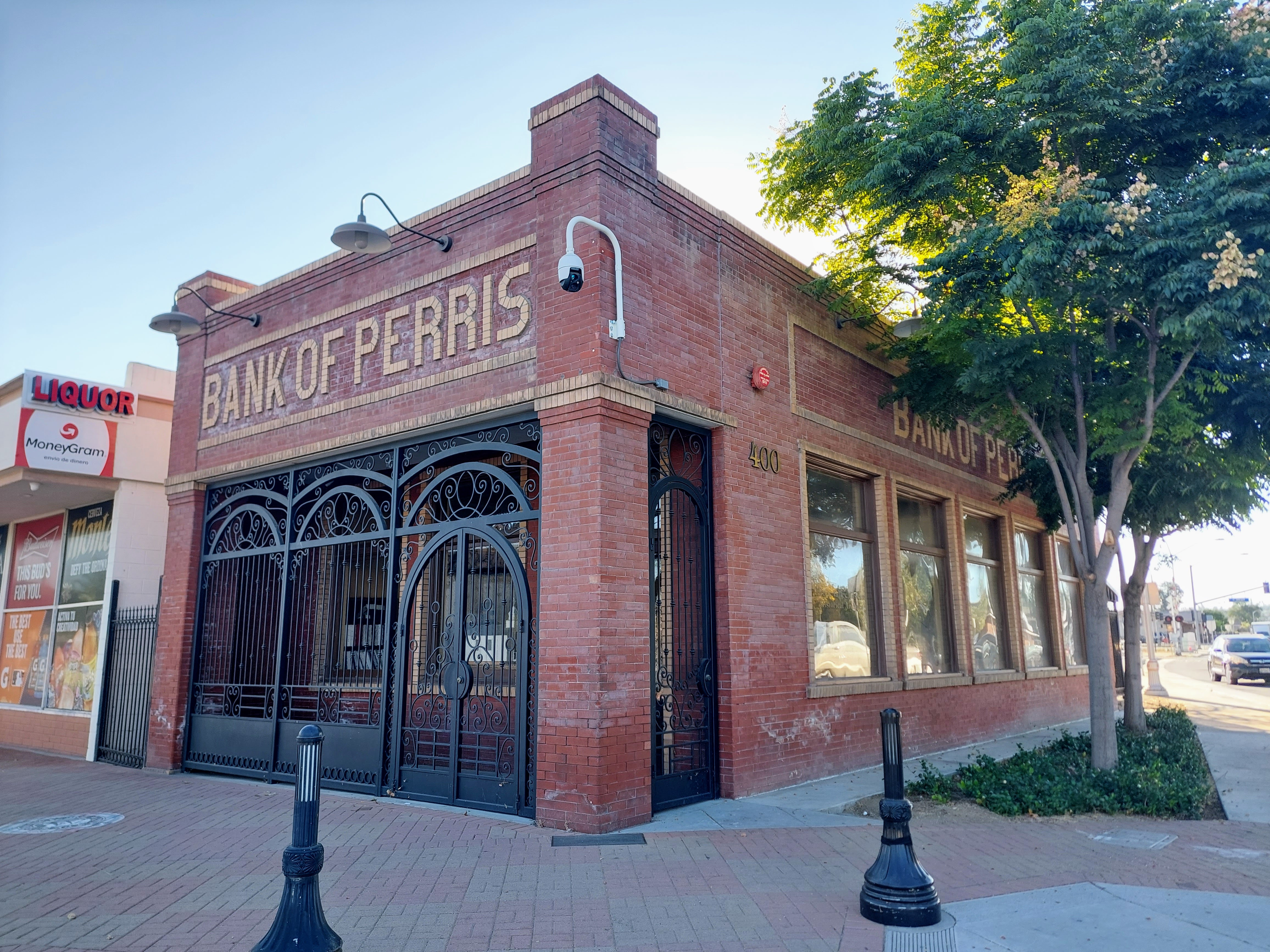
Bank of Perris
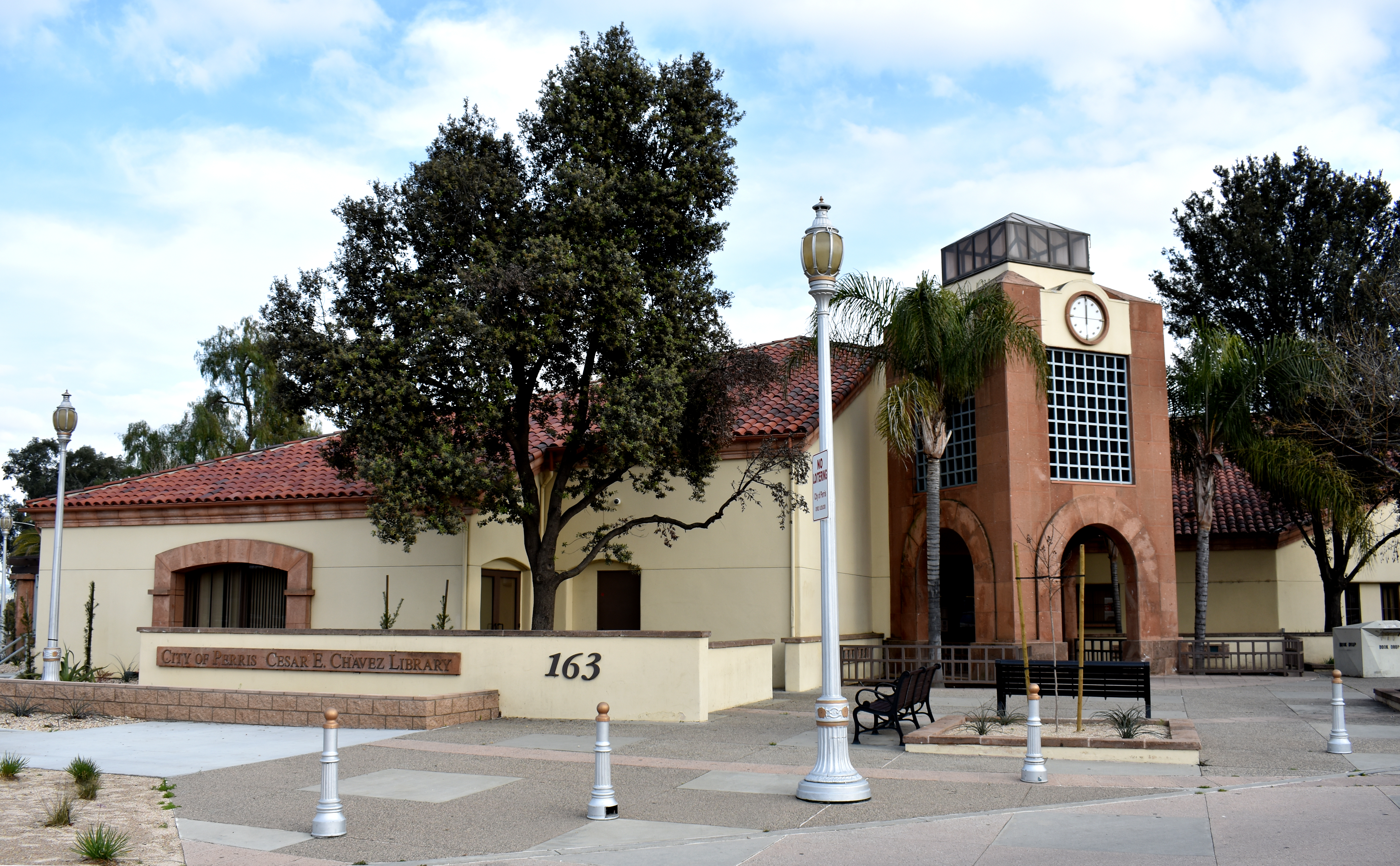
Bibliothek
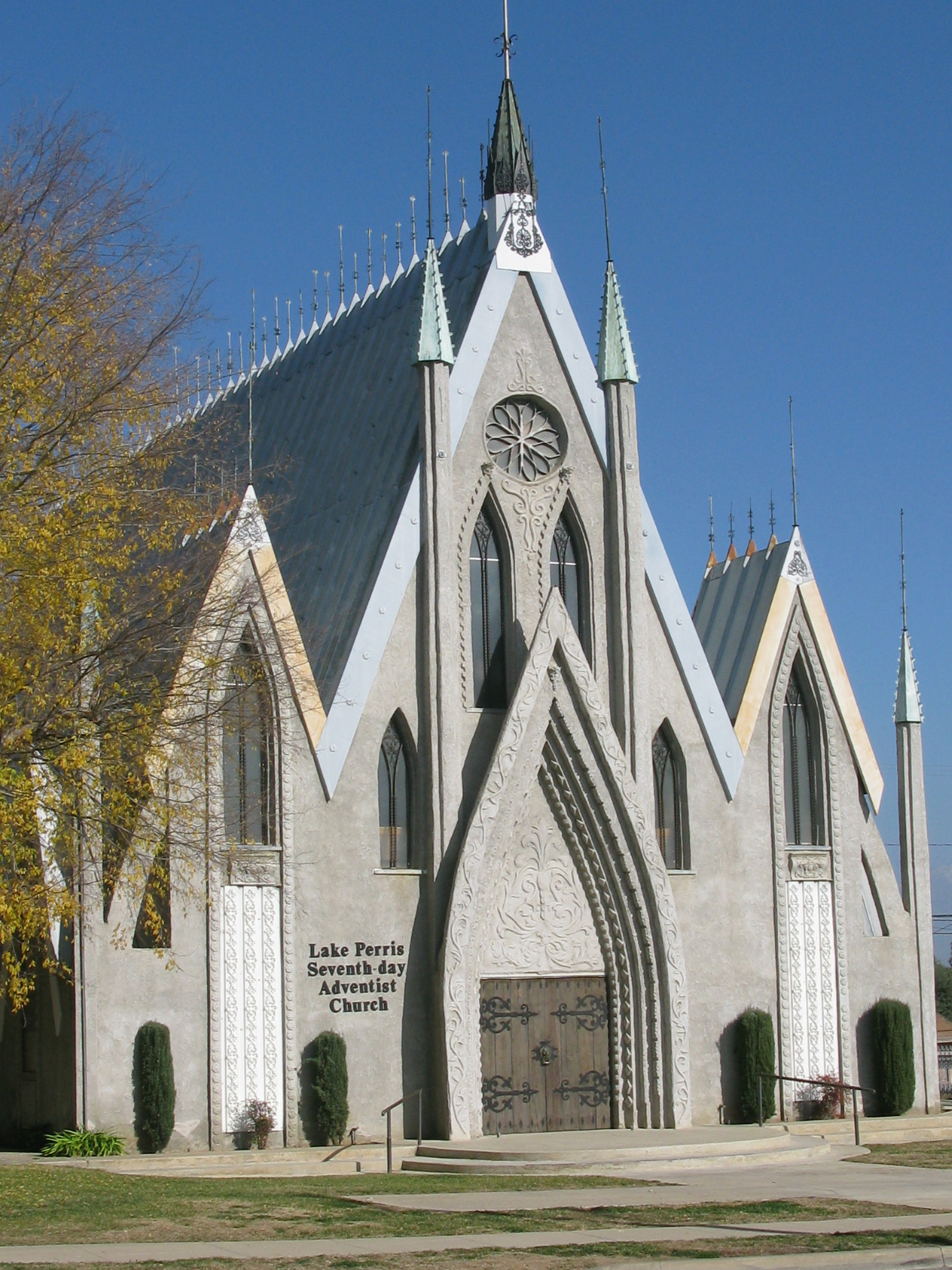
Kirche der Siebenten-Tags-Adventisten in Perris
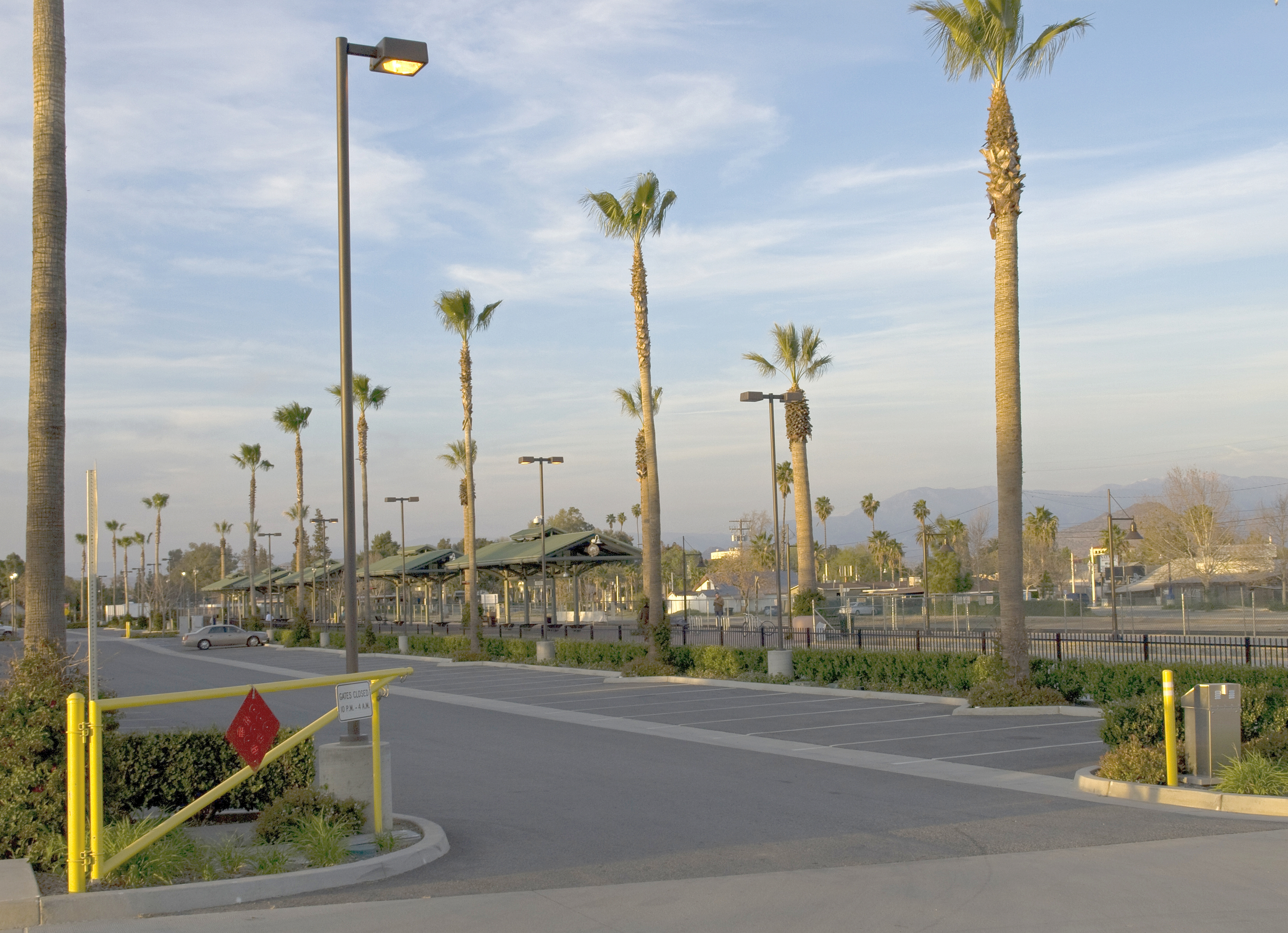
Ehemaliger Bahnhof

## Politik
Perris ist Teil des 37. Distrikts im Senat von Kalifornien, der momentan von der Republikanerin Mimi Walters vertreten wird, und dem 65. Distrikt der California State Assembly, vertreten von der Demokratin Sharon Quirk-Silva. Des Weiteren gehört Perris Kaliforniens 49. Kongresswahlbezirk an, der einen Cook Partisan Voting Index von R+5 hat und vom Republikaner Darrell Issa vertreten wird.

## Filme
Teile mehrerer Filme wurden in Perris gedreht, darunter:
- die Bahnhofszenen in Calendar Girl
- das Fallschirmspringen in Das Beste kommt zum Schluss
- Szenen von Eagle Eye – Außer Kontrolle
- viele der Rennszenen in Five the Hart Way
- die letzte Szene in The Land of the Astronauts

## Persönlichkeiten
- Irving Ashby (1920–1987), Jazzgitarrist
- Alfred E. Green (1889–1960), Filmregisseur